# Efeitos do furacão Dean nas Pequenas Antilhas

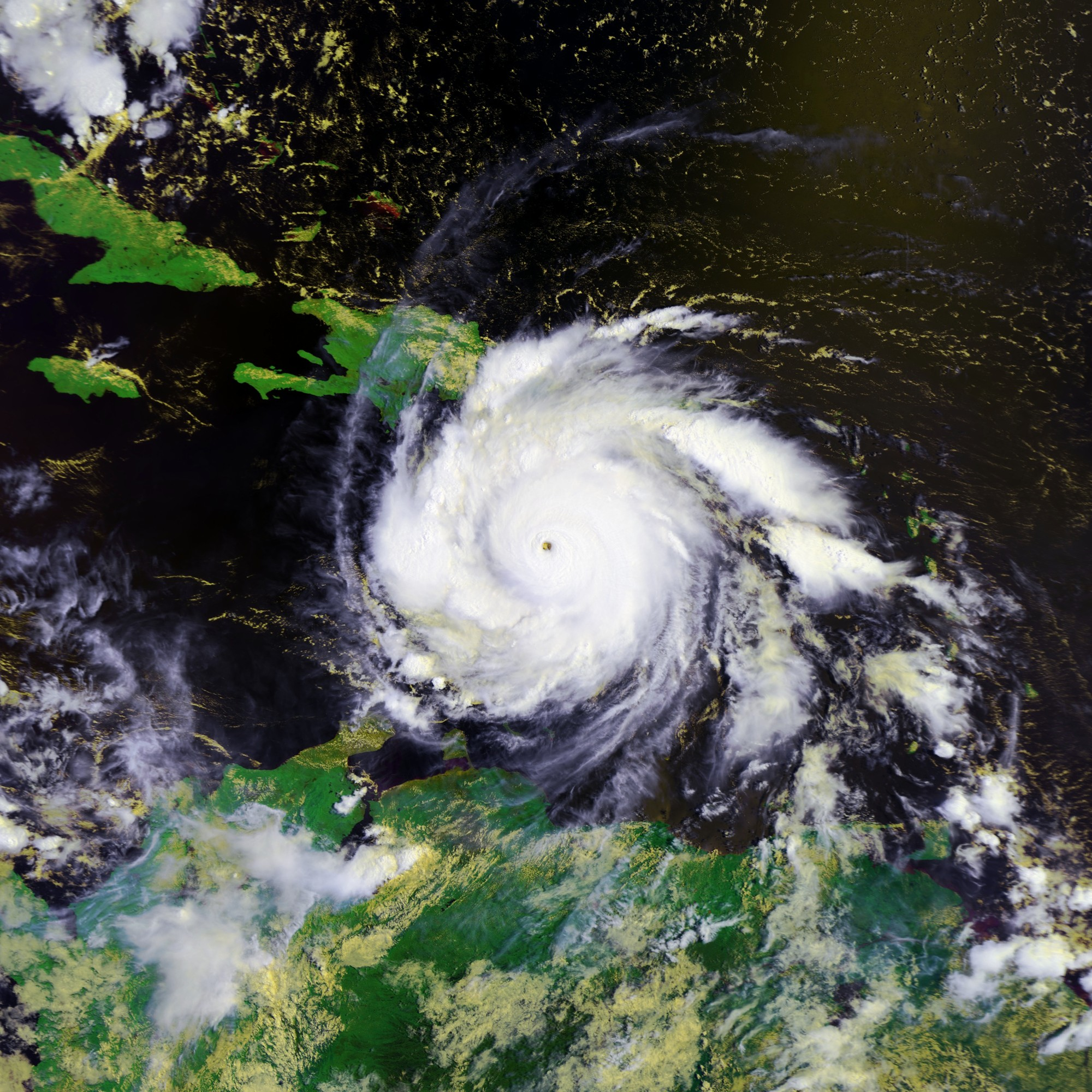
O furacão Dean aproximadamente às 14:09 UTC de 18 de agosto.

Os efeitos do furacão Dean nas Pequenas Antilhas foram vários e difundidos sobre as ilhas. Nestas ilhas, 3 pessoas morreram. O furacão Dean formou-se de uma onda tropical em 14 de agosto de 2007, no Oceano Atlântico a 1800 km a oeste de Cabo Verde. O primeiro aviso sobre Dean feito pelo Centro Nacional de Furacões dos Estados Unidos antecipou que o sistema era um "furacão do tipo Cabo Verde", ou seja, formou-se próximo ao arquipélago e que poderia passar sobre as Pequenas Antilhas. A tempestade moveu-se persistentemente em direção a estas pequenas ilhas. Realmente, em 17 de agosto, Dean passou sobre as ilhas como um furacão de categoria 2 na escala de furacões de Saffir-Simpson. O furacão continuou o seu caminho, "varrendo" a Jamaica e alcançando a categoria 5 antes de atingir o México na Península de Iucatã.
O furacão Dean causou danos moderados em Santa Lúcia, Martinica e Dominica, onde inundou rodovias, danificou casas e matou seis pessoas. Ele também devastou a agricultura destas ilhas e também de Guadalupe, destruindo de 80 a 100% a produção de bananas.

## Preparativos

Imagem de satélite (cor verdadeira) do furacão Dean aproximando-se das Pequenas Antilhas em 16 de agosto.

O Centro Nacional de Furacões previu consistentemente que a tempestade poderia se intensificar e passar sobre as ilhas. Assim que o furacão Dean se aproximava, as nações que compõem a região começaram a se preparar com a desastrosa chegada do sistema. Em 14 de agosto, o Caribbean Disaster Emergency Response Agency (CDERA) colocou o seu mecanismo de responsabilidade regional em alerta e contatou os coordenadores de desastres nacionais de todos os países membros nas Pequenas Antilhas. Em 15 de agosto, a Agência dos Estados Unidos para o Desenvolvimento Internacional despachou equipes para Barbados, Dominica e São Cristóvão e Neves, na ameaça do furacão, para prover uma avaliação dos danos causados se o furacão passasse sobre as ilhas. Às 03:00 UTC de 16 de agosto, os governos de Santa Lúcia, Martinica, Saba, Santo Eustáquio e Guadalupe e suas dependências emitiram alertas de furacão. O governo das Antilhas Neerlandesas emitiu para a ilha de São Martinho um alerta de tempestade tropical assim que a então tempestade tropical Dean deveria atingir as ilhas dentro de 36 horas. As autoridades da Martinica cancelaram um memorial em homenagem às vítimas de um acidente aéreo e começaram a preparar abrigos de emergência.
Às 09:00 UTC de 16 de agosto, as autoridades de Santa Lúcia e Dominica emitiram avisos de furacão devido à iminente chegada do furacão Dean. Em Dominica, as autoridades enviaram 18 turistas para abrigos provisórios. O governo de Dominica também cancelou provisoriamente o serviço de emergência pessoal e evacuou um hospital, temendo que a cobertura do hospital podia ser vulnerável à força dos ventos do furacão. Ao mesmo tempo, o Serviço Meteorológico de Barbados emitiu um aviso de tempestade tropical para a ilha e também para São Vicente e Granadinas. Três horas depois, o Serviço Meteorológico de Antígua e Barbuda emitiu um aviso de tempestade tropical para Monserrate, Antígua e Barbuda e São Cristóvão e Neves. Pouco depois, o Serviço Meteorológico de Trindade e Tobago emitiu um alerta de tempestade tropical para Granada e suas dependências.
O Grupo de Doação do Caribe Leste reuniu-se em 16 de agosto sob a presidência do Programa de Desenvolvimento das Nações Unidas em Barbados em prevenção a chegada do furacão e seus possíveis impactos e a possíveis requerimentos dos países membros para a assistência internacional. Às 15:00 UTC do mesmo dia, o Serviço Meteorológico de Barbados emitiu avisos de tempestade tropical para São Vicente e Granadinas e o governo das Antilhas Neerlandesas substituiu o alerta de furacão por aviso de tempestade tropical. Às 21;00 UTC, 15 horas antes da chegada do furacão Dean o governo da França emitiu avisos de furacão para Martinica e Guadalupe e suas dependências e o NHC emitiu um alerta de tempestade tropical para as Ilhas Virgens Americanas e para Porto Rico. Às 00:00 UTC de 17 de agosto, o Serviço Meteorológico de Antígua e Barbuda emitiu um aviso de tempestade tropical para Anguila. O principal aeroporto de Martinica e os aeroportos comerciais de Santa Lúcia naquela noite assim que as bandas de tempestades exteriores de Dean começaram a "varrer" a ilha. Às 03:00 UTC, o NHC substituiu o alerta por aviso de tempestade tropical para as Ilhas Virgens Americanas. Na manhã seguinte, o olho do furacão Dean passou entre Santa Lúcia e Martinica. Na mesma manhã, o Serviço Meteorológico de Antígua e Barbuda começou emitiu um aviso de tempestade tropical para as Ilhas Virgens Britânicas. O Grupo de Doação do Caribe Leste reuniu-se pela segunda vez para finalizar a coordenação de três equipes de assistência rápida.

## Impactos
O furacão adentrou o Caribe através do canal de Santa Lúcia, entre a ilha de mesmo nome e Martinica na manhã de 17 de agosto como um furacão de categoria 2 na Escala de furacões de Saffir-Simpson, com ventos de 165 km/h.

### Santa Lúcia
As quedas de eletricidade começaram em algumas localidades às 22:30 UTC de 16 de agosto, 12 horas antes do olho do furacão passar. Rapidamente, toda a ilha ficou sem eletricidade. Durante a noite, 40 mm de chuva foi registrado no aeroporto local. Intensos temporais e ventos de até 145 km/h foram registrados durante a manhã. Os ventos derrubaram árvores, e postes, danificaram pontes, provocaram deslizamentos de terra e destelhamentos. Os ventos do furacão Dean simplesmente rasgaram a cobertura metálica corrugada de um hospital pediátrico, mas os seus pacientes já tinham sido retirados. Um hospital em Vieux Fort também foi danificado quando seu telhado foi retirado pelos ventos.
Na capital, Castries, a maré causada pela tempestade invadiu a praia, que arrastou pedras e barcos de pesca para as ruas. Em Sarrot, uma pessoa afogou-se devido a enxurradas; ele estava tentando salvar uma vaca. As enchentes também afetaram a cidade de Dennery onde os habitantes já tinham sido retirados. Os danos na ilha foram calculados em casas e prédios em $800.000 dólares do Caribe Oriental. Ao norte da ilha, onde os ventos foram mais fortes, devido à proximidade do olho, no mínimo 15 residências foram totalmente destelhadas. Duas casas foram completamente destruídas em Gros Islet. As ondas fortes também afundaram ou danificaram vários barcos e danificaram várias estradas costeiras; em algumas localidades, as estradas foram completamente destruídas.
Embora o ministro da educação de Santa Lúcia ter dito que os danos acumulados em 11 escolas superavam os $300.000 dólares do Caribe Oriental, o ministro das comunicações, do trabalho, do transporte e das utilidades públicas disse que a maioria das infraestruturas públicas do país continuou funcional. Eles estimaram que o custo total para limpar estradas e canos de escoamento das águas pluviais foi de $500.000 e o custo para reparar o serviço público e as comunicações foi de $922.000. Porém, nenhum destes setores ficou parados por um longo tempo.
20 km² de lavouras de banana em Mabouya Valley, Roseau Valley e Marc Marc foram severamente afetadas e muitas destas plantações ficaram embaixo de água ou foram completamente destruídos. Cerca de 75% das plantações foram perdidas; algumas fazendas na parte norte da ilha as perdas foram 80% e em Roseau Valley as perdas foram 85%. Os custos para a industria da agricultura foram de $13,2 milhões de dólares do Caribe Oriental. os danos acumulados foram calculados em $17,3 milhões de dólares do caribe Oriental (6,4 milhões de dólares ou 0,5% do PIB total do país).

### Martinica

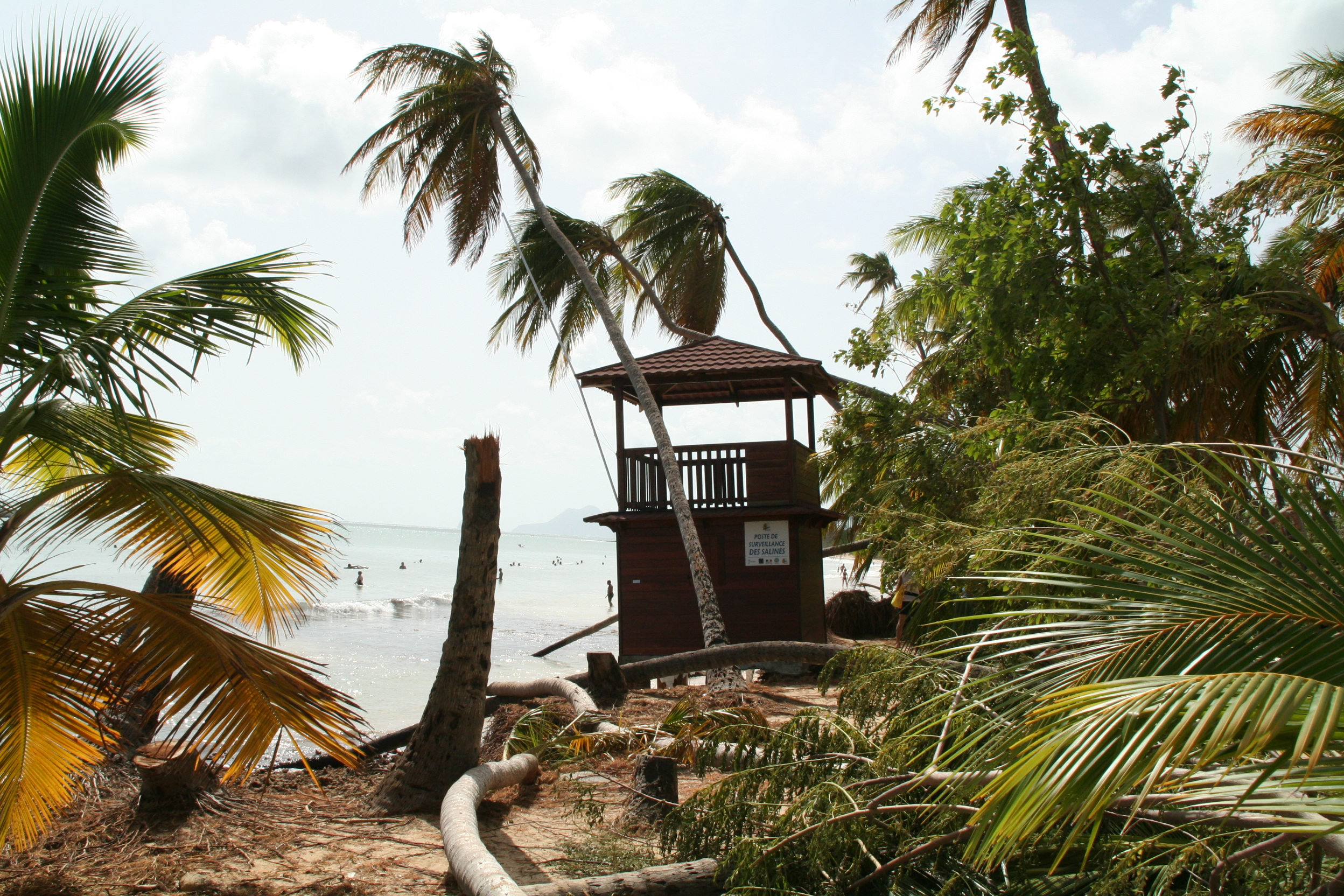
Uma torre de salva-vidas ficou intacto entre as palmeiras caídas, dois dias após a passagem do furacão.

A Martinica experimentou ventos constantes de 120 km/h com rajadas de 170 km/h durante a passagem de Dean Em Le Lamentin, a precipitação acumulada foi de 109 mm, causando enchentes na ilha; a cidade de Rivière-Pilote foi completamente alagada. A maioria da população da Martinica ficou sem eletricidade, água, telefone e alimentos. O furacão Dean destruiu toda a plantação de banana e 70% das plantações de cana de açúcar.
Três pessoas morreram e várias pessoas ficaram feridas. Cerca de 600 pessoas ficaram desabrigadas. As autoridades locais estimaram os danos acumulados em $337 milhões de dólares.

### Dominica
Em Dominica, mãe e filho fora mortos quando foram soterrados; vários deslizamentos de terra ocorreram na ilha. Estes deslizamentos bloquearam várias rodovias no país. Três pessoas ficaram feridas quando uma árvore caiu no carro onde estavam.
O Primeiro Ministro de Dominica, Roosevelt Skerrit, inicialmente estimou que 100 a 125 residências foram danificadas. mas 771 construções foram afetadas, entre elas estão 183 casas que foram destelhadas completamente, 205 foram destelhadas parcialmente, 43 foram completamente destruídas, 115 sofreram danos estruturais e outras 225 construções foram danificadas.
O único hospital do país sofreu danos severos em sua cobertura, principalmente na unidade de psiquiatria e na unidade de terapia intensiva (UTI). Muita água entrou no hospital, danificado a rede elétrica do prédio. Todo os pacientes já tinham sido retirados antes de Dean chegar. Todos os equipamentos e suprimentos do hospital também já tinham sido registrados e os custos totais na área da saúde foram limitados a 3 milhões de dólares do Caribe Oriental, devido principalmente a danos estruturais.
A maré de tempestade causou danos que foram estimados em 15,5 milhões de dólares do Caribe oriental, principalmente aos danos às muralhas de proteção contra o mar e as pontes costeiras. Enchentes e deslizamentos de terra causaram mais 17,6 milhões de dólares do Caribe Oriental na rede de rodovias. O transbordamento de rios causaram mais 45,5 milhões em danos. As enchentes também causaram a perda de mais de 95% de toda a agricultura da ilha. A recuperação da plantação de bananas, setor em que as perdas chegaram a 99%, pode levar vários anos.

### Trindade e Tobago
Embora os ventos e a chuva não terem atingido as ilhas de Trindade e Tobago, as ondas fortes mataram duas pessoas que tentavam segurar um barco.

### Guadalupe
O furacão dean destruiu 80% das plantações de banana e 80% das plantações de cana de açúcar. São exatamente estes dois produtos os principais da exportação da ilha.

## Consequências
Santa Lúcia e Dominica ativaram as suas agências responsáveis de emergências em desastres no Caribe (CDERA) para auxiliar na avaliação exata dos danos causados pelo furacão. A CDERA confirmou seus pedidos e , baseado nas avaliações preliminares dos danos, iniciou uma resposta de "nível dois" que permitiu ao evento ser gerenciado em todo o país com assistências regionais limitadas a suportes técnicos e a recursos, que realmente necessitaram. Barbados, São Vicente e Granadinas e Granada também ativaram as suas equipes de emergência (CDERA). Embora eles não foram diretamente atingidos pelo furacão, eles tiveram a oportunidade de testar os processos de operação destes sistemas. As outras ilhas atingidas, Martinica e Guadalupe não são membros da CDERA.
A CDERA despachou uma equipe de suporte técnico composto de barbadianos, monserratenses e granadinos a Dominica em 22 de agosto para auxiliar o governo local no desenvolvimento de uma avaliação dos danos totais. O governo da Venezuela enviou 500 cobertores, 500 lonas, 3 grandes tendas, 120 unidades de tecidos à prova de água, água e suprimentos médicos a Dominica. O governo do Canadá comprometeu-se a enviar $2 milhões de dólares para ajuda imediata aos países afetados. O governo dos Estados Unidos, através da Agência para o Desenvolvimento Internacional declarou desastre em Dominica e Santa Lúcia e proveu $25.000 dólares e 75 rolos de lona para reparos emergenciais nos telhados para Dominica e 50 rolos para Santa Lúcia através da Organização Nacional de Gerenciamento de Emergências. A CDERA fez uma petição ao Banco de Desenvolvimento do Caribe requerendo 100.000 dólares para auxiliar em esforços em reparar os danos em Dominica e Santa Lúcia
Embora Santa Lúcia tenha sofrido danos significativos em estruturas de residências e na agricultura, seus aeroportos e hotéis ficaram operantes dento de alguns dias, tendo necessitado apenas pequenas reparações. Hospitais e outros serviços essenciais ficaram funcionando em alerta, com a eletricidade fornecida por geradores independentes, que auxiliaram a limpeza e o restabelecimento do funcionamento. As rodovias que conectam o norte e o sul da ilha foram rapidamente limpos. O único fornecedor de eletricidade da ilha, trabalhou rapidamente para reparam a rede elétrica que foi seriamente afetada; a energia foi restabelecida em 21 de agosto. O resto da infraestrutura da ilha agüentaram a passagem do furacão Dean. Dois abrigos foram abertos para acolher os que foram afetados pelo furacão.
O primeiro-ministro de Dominica, Roosevelt Skerrit, declarou que o dia 19 de agosto de 2007 (um dia após a passagem do furacão) iria ser um dia de prazer e de ação de graças. A destruição de 546 residências forçou cerca de 1.000 pessoas a irem em 100 abrigos de emergência. Um especialistas em desastres da Agência de Desenvolvimento Internacional dos Estados Unidos contatou o escritório de Gerenciamento de Desastres de Dominica e ofereceu ao país $60.648 dólares em ajudas de emergência e $25.000 para suprimento nos abrigos.
Nos dias após a passagem do furacão, alguns residentes em Martinica ainda estavam sem eletricidade, alimentos, água ou telefone. Alguns saquearam lojas e supermercados. Trabalhadores de Guadalupe, Guiana Francesa e França chegaram em 19 de agosto para ajudar nos trabalhos de recuperação.
O Secretário de Estados dos Departamentos Ultramarinos da França, Christian Estrosi, visitou a Martinica pouco depois da passagem de Dean para ver os danos. Juntou-se a ele o primeiro-ministro francês François Fillon, em 22 de agosto. Os dois avaliaram os danos em Guadalupe e Martinica. Uma semana depois da passagem do furacão Dean ainda estavam sem telefone e eletricidade. As partes mais afetadas ao sul de Guadalupe ainda estavam sem água potável. Foi previsto que apenas em março de 2008 a produção de bananas (principal atividade da agricultura da ilha) recupere-se.